# Gereben Ernő
Gereben Ernő, Ernest vagy Ernst Grünfeld (szül. Grünfeld, Sopron, 1907. június 18. – Thun, 1988. május 16.) magyar-svájci sakkozó, magyar és svájci sakkolimpikon, nemhivatalos sakkolimpián aranyérmes.

## Élete és sakkpályafutása
Grünfeld Leó könyvelő és Weiss Róza gyermeke. 1935-ig nevének németes változatát az Ernest (vagy Ernst) Grünfeld alakot használta. Sakkozói karrierje fél évszázadon keresztül tartott, az 1920-as évektől az 1970-es évekig. A mesteri címet az 1932-es magyar bajnokságon elért eredménye hozta meg számára. A magyar bajnokságokon legjobb eredményei: 1935-ben 2–3., 1936-ban 4., 1937-ben 2–3., 1951-ben 4., 1951-ben 5., 1955-ben 6. 1956-ban emigrált Svájcba. Svájc bajnokságában 1957-ben 3., 1958-ban 4., 1961-ben 2. helyezést ért el.

## Eredményei csapatban
1936-ban tagja volt a müncheni nemhivatalos sakkolimpián első helyezést elért magyar válogatott csapatnak, ahol 19 játszmából 13 pontot szerzett. Ezen kívül még négy sakkolimpián vett részt: 1954-ben magyar válogatottként, 1970-ben, 1972-ben és 1974-ben a svájci válogatott színeiben.
1947-ben tagja volt a Balkán-kupa csapatversenyen 1. helyezést elért magyar válogatottnak, és tábláján a mezőnyben a legjobb eredményt érte el.
1948-ban a Munkás Sakkolimpián a magyar válogatott tagjaként aranyérmet szerzett, és egyéniben is tábláján a legjobb eredményt érte el.
A Sakk Triennálé Kupában 1954-ben és 1956-ban 1. helyezést elért magyar csapat tagja volt. 1956-ban tábláján a mezőny legjobb eredményét érte el.

### Játékereje
A Chessmetrics historikus pontszámításai szerint a legmagasabb Élő-pontszáma 2604 volt 1952. januárban, amellyel akkor 47. volt a világranglistán. A legelőkelőbb helyezése a világranglistán a 35. helyezés volt 1935. augusztusban. A legmagasabb egyénileg teljesített teljesítményértéke 2631 volt, amelyet 1951-ben a Sopotban rendezett nemzetközi versenyen ért el.

### Kiemelkedő versenyeredményei
- 1-2. helyezés: Körmend (1926)
- 1. helyezés: Schönberg, (1928)
- 2-3. helyezés: Tata-tóváros, nemzeti mesterverseny (1935)
- 2. helyezés: Budapest, Lederer-emlékverseny (1936)
- 2–3. helyezés: Budapest, nemzeti mesterverseny (Sipőcz-emlékverseny) (1937)
- 1. helyezés: Budapest, Budai Sakk Kör versenye (1941)
- 1. helyezés: Sopot (1951)[10]
- 2. helyezés: San Benedetto del Tronto (1957)
- 3. helyezés: Hastings (1958/59)
- 1. helyezés: Bognor Regis (1959)
- 1. helyezés: Beverwijk „B” verseny (1962)
- 1-4. helyezés: Reggio Emilia (1963/64)
- 2-5. helyezés: Amszterdam nagymesterverseny (1967)

## Díjai, elismerései
- A Magyar Népköztársaság Érdemes Sportolója (1954)[11]